# Томас, Пинклон
Пинклон Томас (англ. Pinklon Thomas; род. 10 февраля 1958, Понтиак, Мичиган, США) — американский боксёр-профессионал, чемпион мира в тяжёлом весе по версии WBC (1984—1986), IBO (1992). Введён во Флоридский Зал славы бокса в 2009 году. Известен прозвищем Розовый и мощным левым джебом.
Лучшая позиция в рейтинге Pound for Pound — 8 (1985).

## Ранние годы
Пинклон Томас вырос в жёстких уличных условиях в городе Понтиак, штат Мичиган. Томас начал экспериментировать с различными наркотическими средствами уже в возрасте 12 лет и к 14 стал уже наркозависимым. Его юношеские годы прошли в атмосфере уличных драк, мелких преступлений, проблем с наркотиками и алкоголем. Множество из его приятелей той поры умирали на улицах или попадали в тюрьмы.
Наркозависимость Пинклона была такой, что однажды в 17-летнем возрасте он потребовал 100 долларов у своего отца, когда тот отказался выдать ему деньги Пинклон попытался пригрозить ему пистолетом, но отец в борьбе завладел оружием. «Это очень плохое воспоминание» — потом вспоминал Пинклон. «Этот случай беспокоил меня очень долгое время. Я был тогда жадным и эгоистичным. Вот что творят с вами наркотики. Я сожалею об этом по сей день».
В 17 лет Пинклон женится и переезжает с женой на армейскую базу Форт Льюис, штат Вашингтон. В 1977 году один из друзей Томаса приводит его в местный спортивный зал и показывает его одному из тренеров. Так как Томас часто и много дрался на улицах ему предложили выступить на ринге в бою с местным боксёром по прозвищу Большой Бен. Бой продолжался всего два раунда, в конце 2-го раунда вконец измотанный Пинклон был нокаутирован. После боя Пинк осознает, что уличные драки — это одно дело, а бокс — совсем другое. Томас решает всерьёз заняться боксом и одновременно покончить с нездоровым образом жизни. В течение 6 месяцев он усиленно тренировался, совершал пробежки, а главное сумел избавиться от наркозависимости. Спустя 6 месяцев, после того как Пинклон переступил порог спортзала, он во второй раз встретился с Большим Беном и взял у него убедительный реванш за поражение. После Томас проводит ещё три любительских боя и после недолгой любительской карьеры решает перейти в профессионалы.

## Профессиональная карьера
Томас дебютировал 29 августа 1978 года. Его первым противником был Кен Арльт. В своём дебютном поединке Томас победил по очкам.
Через месяц Томас вышел на ринг против Мустафы Эль Амина и нокаутировал его в 3-м раунде. Томас впервые победил нокаутом.
7 апреля 1979 года Пинклон Томас вышел на свой первый 10-раундовый бой. Противником был опытнейший 44-летний боксёр Эльмо Текс Хендерсон, проводивший уже свой 45 поединок в карьере. Томас нокаутировал ветерана в 5-м раунде, для Хендерсона этот поединок стал предпоследним в карьере.
В июле 1979 года Томас встретился с Лероем Колдуэллом. Томас впервые прошёл всю дистанцию 10-раундового боя, лишь за минуту до окончания 10-го раунда послал в нокаут Колдуэлла.
В феврале 1980 года Томас встретился с начинающим боксёром Джерри Уильямсом. Это был первый из трёх боёв между ними. После 5 раунда Уильямс отказался от продолжения боя из за рассечения левого глаза.
В августе 1980 года Томас во 2 раз встретился с Джерри Уильямсом. Для Томаса этот бой был очень тяжёлым. Пинклон доминировал в начале боя, но после того как он сломал себе обе руки — вынужден был последние раунды только защищаться, Уильямс в последние раунды выбрасывал на Пинклона град ударов, но для победы этого ему не хватило. По окончании 10-ти раундов победу по очкам единогласно одержал Томас.
В январе 1982 года Томас встретился с малоперспективным Джонни Уорром. Уорр имел на своём счету 6 побед и 18 поражений, но тем не менее доставил неприятностей Томасу. Томас одержал неубедительную победу по очкам.
В июле 1982 года Томас в 3 раз встретился с Джерри Уильямсом. Томас победил нокаутом во 2 раунде.
В августе 1982 года победил техническим нокаутом в 8 раунде Джеймса Тиллиса.

### 1983-01-22Джерри Кутзее—Пинклон Томас
- Место проведения:  Хилтон Хотел, Лас-Вегас, Невада, США
- Результат: Ничья решением большинства судей в 10-раундовом бою
- Статус: Рейтинговый бой
- Рефери: Ларри Хаззарда
- Счёт судей: Павел Кавалер (4-5), Франк Брюнет (5-5), Ричард Ф. Марри (4-4)
- Вес: Кутзее 101 кг; Томас 98,80 кг
- Трансляция: HBO

В январе 1983 года Томас встретился с Джерри Кутзее. В 10 раундовом бою была зафиксирована ничья.
В марте 1983 года Томас победил техническим нокаутом во 10 раунде Альфонсо Ратлиффа.

### 1984-08-31Тим Уизерспум—Пинклон Томас
- Место проведения:  Хилтон Хотел, Лас-Вегас, Невада, США
- Результат: Победа Томаса решением большинства судей в 12-раундовом бою
- Статус: Чемпионский бой за титул WBC (1-я защита Уизерспума)
- Рефери: Ричард Стил
- Счёт судей: : Долби Ширли (115—112 Томас), Дуэйн Форд (116—112 Томас), Хэл Миллер (114—114)
- Вес: Уизерспум 104 кг; Томас 98,80 кг
- Трансляция: HBO

В августе 1984 года Томас встретился с чемпионом мира по версии WBC Тимом Уизерспумом. В упорном бою победу решением большинства судей одержал Томас. Через несколько дней после боя, Томас узнал, что у него произошло отслоение сетчатки одного глаза. Дон Кинг посоветовал Томасу завершить карьеру, но Пинклон оказался, заявив, что он слишком далеко зашёл, чтобы так внезапно останавливаться.

### 1985-06-15Майк Уивер—Пинклон Томас
- Место проведения:  Хилтон Хотел, Лас-Вегас, Невада, США
- Результат: Победа Томаса техническим нокаутом в 8 раунде в 12-раундовом бою
- Статус: Чемпионский бой за титул WBC (1-я защита Томаса)
- Рефери: Карлос Падилья
- Счёт судей: Херб Сантос (66-66), Дейв Моретти (67-66), Дик Коул (66-66)
- Вес: Уивер 101 кг; Томас 98,80 кг
- Трансляция: HBO

В июне 1985 года Томас встретился с экс-чемпионом мира Майком Уивером. Бой был близкий. Томас отправлял Уивера в нокдаун в 1 и 8 раунде и победил техническим нокаутом в 8 раунде, однако на момент остановки боя счёт судей был ничейным.

### 1986-03-22Тревор Бербик—Пинклон Томас
- Место проведения:  Хилтон Хотел, Лас-Вегас, Невада, США
- Результат: Победа Бербика единогласным решением судей в 12-раундовом бою
- Статус: Чемпионский бой за титул WBC (2-я защита Томаса)
- Рефери: Ричард Стил
- Счёт судей: Искусство Лурье (114—115) Пол Смит (113—115) Арлен Bynum (113—115)- все в пользу Бербика
- Вес: Бербик 99,10 кг; Томас 98,80 кг
- Трансляция: HBO

В марте 1986 года Томас встретился с Тревором Бербиком. В упорном бою победу близким единогласным решением судей одержал Бербик.
После этого боя Томас выиграл три боя нокаутом.

### 1987-05-20Майк Тайсон—Пинклон Томас
- Место проведения:  Хилтон Хотел, Лас-Вегас, Невада, США
- Результат: Победа Тайсона техническим нокаутом в 6-м раунде в 12-раундовом бою
- Статус: Чемпионский бой за титул WBC в тяжёлом весе (2-я защита Тайсона); чемпионский бой за титул WBA в супертяжёлом весе (1-я защита Тайсона)
- Рефери: Карлос Падилла
- Счёт судей: Дэлби Ширли (49-46), Гордон Волкман (50-44), Харри Гиббс (49-46) — все в пользу Тайсона
- Время: 2:00
- Вес: Тайсон 99,20 кг; Томас 98,80 кг
- Трансляция: HBO

В мае 1987 года, Тайсон вышел на ринг против бывшего чемпиона Пинклона Томаса. В 6-м раунде Тайсон провёл серию апперкотов и крюков с обеих рук, часть из которых пришла точно в челюсть претендента. Томас зашатался. После очередного левого крюка претендент упал на канвас. Он не успел встать на счёт «10». Рефери остановил бой. Впоследствии Томас распространил версию, что за 6 недель до боя на одной из тренировок повредил правое плечо, ему не хватило времени поменять свой стиль боя и таким образом он не был готовым к поединку с таким соперником.

### 9 декабря1988Эвандер Холифилд—Пинклон Томас
- Место проведения:  Конвеншн Холл, Атлантик Сити, Нью-Джерси, США
- Результат: Победа Холифилда техническим нокаутом в 7-м раунде в 12-раундовом бою
- Статус: Рейтинговый бой
- Рефери: Тони Перес
- Счет судей: Рокки Кастеллани (70—60), Юджин Грант (69—63), Фрэнк Брунетто (70—61) — все в пользу Холифилда на момент остановки
- Время: 3:00
- Вес: Томас 100,70 кг; Холифилд 93,00 кг
- Трансляция: Showtime

После поражения от Тайсона, в декабре 1988 года Холифилд встретился с бывшим чемпионом в тяжелом весе Пинклоном Томасом. Холифилд избивал своего оппонента 7 раундов. После окончания 7-го раунда избитый Томас тяжело дошёл до своего угла, и его тренер сразу же принял решение прекратить бой. После этого боя давний тренер Анджело Данди посоветовал Томасу уйти в отставку и перестал работать с ним. Пинклон после этого снова подсел на наркотики и впал в депрессию.

## 1990—1993
Следующий бой Томас провёл в мае 1990 года. К тому времени из-за проблем с алкоголем и наркотиками Томас потерял удар и далеко уступал самому себе образца 1984 года. В мае 1990 года он вышел на ринг против джорнимена Кертиса Айзека, бой продолжался все 10 раундов и Томас одержал тяжёлую победу по очкам над не самым сильным оппонентом.
В июне 1990 года проиграл единогласным решением судей Майку Хантеру.

### 1990-08-07Риддик Боу—Пинклон Томас
- Место проведения:  Центр физической деятельности, Вашингтон, Округ Колумбия, США
- Результат: Победа Боу техническим нокаутом в 8-м раунде в 12-раундовом бою
- Статус: Рейтинговый бой
- Рефери: Карлос Падилла
- Счёт судей:
- Время: 2:00
- Вес: Боу 102,30 кг; Томас 99,80 кг
- Трансляция: HBO

В сентябре 1990 года Риддик Боу встретился с бывшим чемпионом мира Пинклоном Томасом. Постаревший Томас выбрал неверную тактику на бой — он ввязался в открытый бой с более мощным противником. После двух близких стартовых раундов Боу потряс Томаса серией апперкотов и крюков с обеих рук. В 4 раунде Томас действовал с дистанции, но было видно, что он сильно устал после прошлого раунда, но ему удалось пробить серию ударов в Боу, но эти удары не имели никакой силы. В конце раунда у Томаса развязалась перчатка, на завязывание которой ушло достаточно времени. В 5 раунде Томас восстановился и пытался действовать активнее, этот раунд был примечателен тем, что теперь Боу работал 2 номером. В 7 раунде выносливость Томаса окончательно села, и Боу всё чаще стал пробивать серии ударов. Томас шатался, но не падал. В 8 раунде Томас почти не защищался и с трудом держался на ногах, последние 30 секунд он провёл в состоянии грогги, но Боу так и не смог ничего ему сделать в этом раунде. В перерыве угол Томаса принял решение об остановке боя.

### 1991-02-19Томми Моррисон—Пинклон Томас
- Место проведения:  Хилтон Хотел, Лас-Вегас, Невада, США
- Результат: Победа Морисона техническим нокаутом в 1 раунде в 12-раундовом бою
- Статус: Рейтинговый бой
- Рефери: Дэнни Кэмпбелл
- Время: 3:00
- Вес: Моррисон 99,1 кг; Томас 98,80 кг
- Трансляция: HBO

В феврале 1991 года Томас встретился с Томми Моррисоном. Весь первый раунд Моррисон методично избивал Томаса, в перерыве на второй раунд, врач посоветовал остановить поединок. Это был последний серьёзный противник в карьере Пинклона Томаса.
После поражения от Моррисона, Томас не выступал на ринге больше года. В 1992 году Томас стал джорнименом и провёл 13 боёв в основном со слабыми или начинающими боксёрами. Так 31 июля 1992 года Томас провёл бой с Терри Миллером, в послужном списке которого было 8 боёв, которые он все проиграл. Миллер был нокаутирован во 2-м раунде. Уже на следующий день −1 августа 1992 года Томас проводит свой очередной профессиональный поединок против Бобби Джонса. Джонс в своём активе имеет 16 боёв, но как и предыдущий оппонент Пинклона Терри Миллер — ни одной победы, 16 поражений. Джонс был нокаутирован в 1-м раунде. Через неделю Пинклон Томас нокаутирует начинающего боксёра Адольфа Дэвиса, который будет проводить всего лишь свой третий бой в карьере.
В ноябре 1992 года Томас вышел на свой предпоследний чемпионский бой за новый вакантный титул IBO. Его соперником был малоопытный Крейг Пэйн, проводивший всего лишь 10 бой в своей карьере. Практически в равном 12-ти раундовом бою очень спорную победу по очкам одержал Томас. Томас стал первым чемпионом в супертяжёлом весе по версии IBO.
Всего через два месяца, в январе 1993-го Томас вышел на свой последний чемпионский бой за вакантный титул WBF против Лоуренса Картера. В 7-м раунде Томас был нокаутирован и потерял сознание. Томас попал в больницу. У него было диагностировано кровоизлияние в мозг, которое скоро прекратилось. После всего этого Пинклон Томас ушёл из бокса.

## Личная жизнь
Пинклон Томас женился на Кэти Джонс в 1975 году в возрасте 17 лет. В 1977 году у них родился сын Пинклон Томас-третий.Они прожили в браке 12 лет и развелись 27 мая 1987 года.Сын Пинклона Томаса: Пинклон Томас-третий после окончания средней школы сделал карьеру профессионального футболиста и провёл семь сезонов в различных лигах, в настоящее время работает тренером в одном из спортивных тренажёрных залов в городе Понтиак. Отец Пинклона Томаса: Пинклон Томас-первый — долгожитель, 20 мая 2013 года отпраздновал свой 99-й день рождения. В 2010 году семья Томаса начала судебное разбирательство с Роем Лэем, который был обвинён в сексуальных домогательствах по отношению к 16-летней внучке боксёра, которые продолжались без малого 10 лет. Лэй был приговорён всего лишь к 1 году тюремного заключения и к 5 годам условного, что показалось семье Томас недостаточным, и Пинклон Томас в сентябре 2010 года выступил в суде за ужесточение наказания педофилу.

## Интересные факты
- Первый чемпион мира по версии IBO
- Участвовал в первом бою за титул WBF
- Один из 5 боксёров тяжеловесов, которые в 1980-х годах находились в рейтинге pound for pound (кроме него Майк Тайсон, Ларри Холмс, Майкл Спинкс, Эвандер Холифилд)
- Имеет такое же лучшее место в рейтинге pound for pound , что и Леннокс Льюис (8)